# إليوشن إي أل-78
إليوشن إي أل-78 (بالإنجليزية: Ilyushin Il-78) هي طائرة تزود بالوقود في الجو أنتجت في 1984. من صناعة إليوشن. كان أول طيران لها في 26 يونيو 1983. صنع منها 53 طائرة. هي طائرة بأربع محركات بُنيت استنادًا إلى إليوشن إي أل-76.

## المستخدمون
- القوات الجوية الروسية
- القوة الجوية الأوكرانية
- القوات الجوية الهندية
- سلاح جو جيش التحرير الشعبي
- القوات الجوية الباكستانية
- القوات الجوية الليبية
- القوات الجوية الجزائرية